# ممر أسد آباد الجبلي

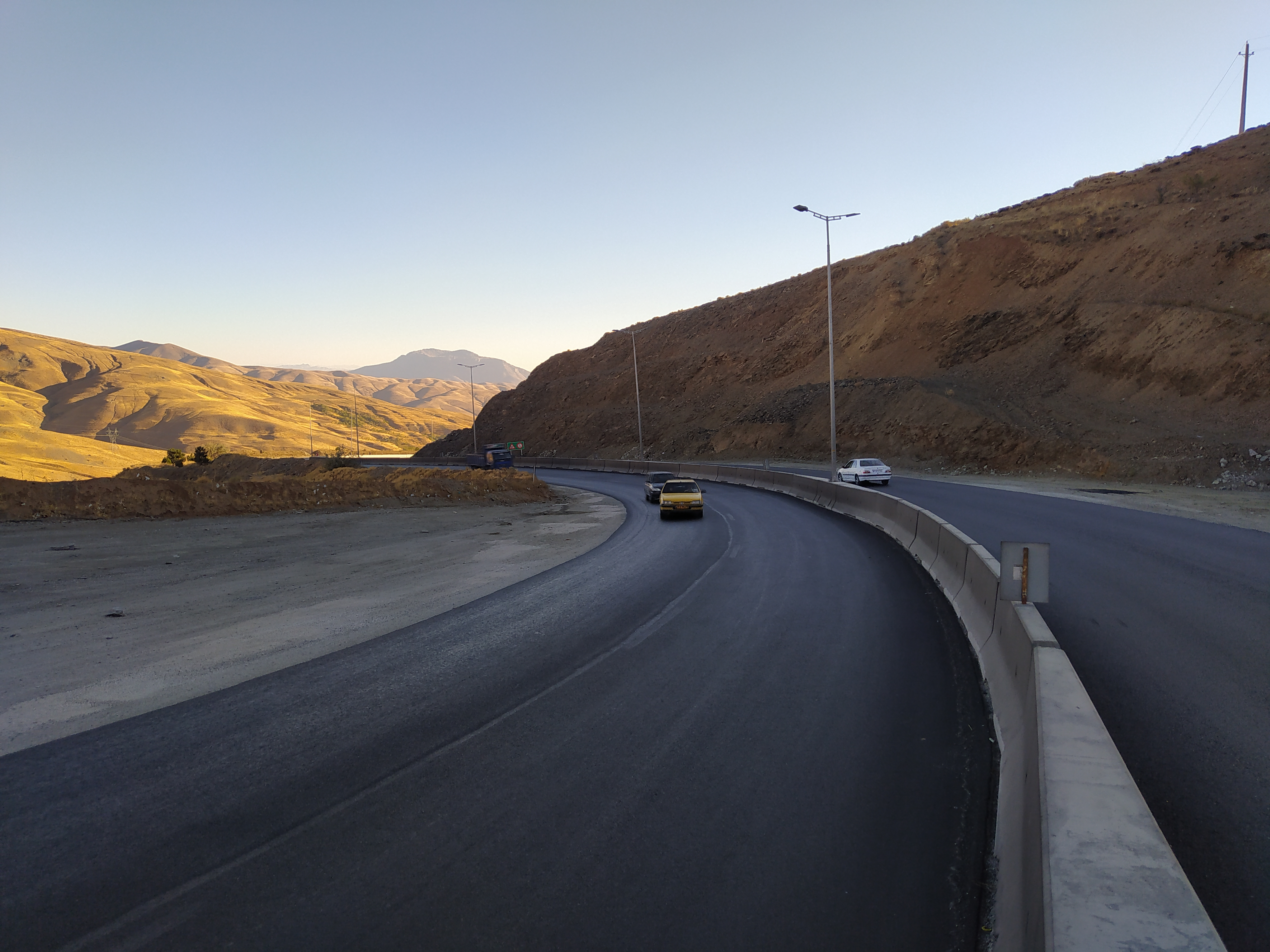
ممر أسد آباد الجبلي

ممر أسد آباد الجبلي (بالفارسية: گردنهٔ اسدآباد) أحد الممرات الجبلية الشهير القواقع في جبل ألوند في محافظة همدان. هذا الممر الجبي يقع في بين همدان وكرمانشاه ويبلغ ارتفاعه 2241 م.